# Ислам в Марокко
Исла́м в Маро́кко — государственная религия. Его исповедует 99 % населения Королевства.

## История
Ислам появился в Марокко в 680 году во время арабского завоевания Укбы ибн Нафи.

## Современный ислам в Марокко
«Всякий, кто насильственными действиями или угрозами ограничил или воспрепятствовал одному или нескольким лицам в отправлении культа, или в помощи отправления такового, наказывается лишением свободы на срок от шести месяцев до трёх лет и штрафом от 100 до 500 дирхамов.

Такое же наказание последует за употребление средств обольщения с целью поколебать в вере мусульманина или обратить его в другую религию, используя его слабость или потребности, либо применяя в этих целях учебные заведения, учреждения здравоохранения, убежища или приюты. В случае обвинительного приговора, учреждение, способствовавшее совершению преступления, может быть закрыто окончательно, либо на срок, не превышающий три года»
Семейный кодекс (известный также как Кодекс личного статуса — Мудавана) ссылается в своей преамбуле на «истинные замыслы и конечные цели щедрого и терпимого ислама». Этот кодекс определяет личный статус марокканцев-мусульман, признаёт особенный статус за марокканскими иудеями, а за иностранцами оставляет статус подчинения их национальным законам, за исключением отношений с марокканцами-мусульманами. Кодекс распространяется на всех марокканцев, в том числе принявших другое гражданство (ст. 2).
Правовые основы марокканского ислама коренятся в маликитском мазхабе, изучение которого обязательно в общественных учебных заведениях. Теологическая школа, на которой базируется местный ислам, принадлежит к течению ашаризма, преподавание которого стало также обязательным в мечетях и начальных школах благодаря распространению в королевстве направления салафизма.
Как и в других традиционно суннитских странах арабского мира, в Марокко недавно закрепились шииты. Последние действуют подпольно, поскольку их присутствие наносит ущерб королевской власти, представляющей суннитский ислам. Время от времени в марокканской печати появляются статьи, представляющие шиитов как угрозу для Марокко, на том же основании, что и евангельских христиан, и в меньшей мере сторонников веры бахаи. В марте 2009 года Королевство Марокко разорвало дипломатические отношения с Ираном. Официальной причиной этому послужили разногласия по поводу территориальной целостности Бахрейна. Полагают, что этот инцидент был ответом марокканского правительства на распространение шиизма в королевстве.
Отступничество мусульманина от своей веры фактически запрещено, хотя об этом не говорится напрямую в юридических текстах королевства. Помимо того, что этим можно подвергнуть себя «гражданской смерти», публичное заявление нарушителем общественного спокойствия о своей новой вере и тем более её пропаганда может быть интерпретированы как прозелитизм. Если в этих действиях нарушитель был уличён в присутствии мусульманина, то в силу вступает Уголовный кодекс Марокко (статья 220).
Это правовое основание интерпретируется очень широко: христианские церкви не имеют права принимать у себя обращённых марокканцев. В течение 2010 года из Марокко в ходе борьбы с прозелитизмом были высланы многие иностранцы, в большинстве своём евангельские христиане.
Во время Саума, то есть поста Рамадана, рестораны некоторых сетей быстрого питания, таких как McDonald’s, Пицца Хат или KFC остаются открытыми в течение дня, уделяя повышенное внимание клиентам из числа предполагаемых мусульман. Последние, выявляемые при проверке паспорта по мусульманским именам, не обслуживаются «на месте» (соответственные плакаты расклеены при входах в заведения) и бывают вынуждены ограничиться только меню «на вынос».
Что касается связанной с Рамаданом статистики, то расследование под названием «Повседневный ислам» обнаруживает, что 60 % респондентов не считают мусульманами тех, кто не соблюдает пост, 44,1 % из них полагают, что обедающий должен быть наказан, в то время как 82,7 % опрошенных не согласны с самим присутствием открытых днём во время священного месяца кафе и ресторанов.
Между тем, многие марокканцы, усердно соблюдая Рамадан, охотно нарушают предписания своей веры по отношению к алкоголю, употребление которого запрещено (в том числе вне поста). Этот запрет, закреплённый на законодательном уровне французскими колонизаторами, был утверждён уже в свободном Марокко особым постановлением от 17 июля 1967 года. Ответственные лица из министерства внутренних дел пробовали дать объяснение сложившейся противоречивой ситуации: присутствие большого числа иностранцев требует смягчения антиалкогольной политики. Тем не менее, профиль потребителей алкогольной продукции обычно составлен из марокканцев-мусульман. Таким образом, супермаркеты, бары и дискотеки страны 99 % своей прибыли получают от марокканцев. Это противоречие легко объясняется тем, что марокканское государство получает внутреннюю пошлину на потребление спирта. Таким образом, в 2006 году было собрано более 723 миллиона дирхамов (513 миллионов дирхамов за счёт пива и 223 миллиона дирхамов за счёт вин и спиртных напитков). Исследование показало, что марокканское производство алкогольных напитков в период между 2000 и 2005 годами увеличилось на 21 %.

## Архитектурный облик
Королевство Марокко богато выдающимися памятниками архитектуры, среди которых следует упомянуть:
- Мечеть Хассана II (1993) — крупнейшая мечеть Марокко и самое высокое религиозное сооружение мира;
- Кутубия (1199) — самая большая мечеть города Марракеш;
- Минарет Хасана (1199) — должен был стать самым высоким зданием исламского мира;
- Аль-Карауин (859) — университет в городе Фес.